# Nadagara intractata
Nadagara intractata là một loài bướm đêm trong họ Geometridae.